# Cine te iubește
Cine Te Iubește este un album al grupului Elegance, lansat în 2005.

## Track Listing
1. Râd cu Tine
2. Dar-ar naiba-n tine dragoste
3. Andri Popa
4. Cine te iubește
5. Noaptea
6. Numai tu ...
7. Only You
8. Nu mă striga în zadar
9. Vino Bade
10. Cine te iubește (XTD version)